# کایجو شماره ۸
کایجو شماره ۸ (ژاپنی: 怪獣۸号 هپبورن: Kaijū 8-gou) همچنین در انگلیسی تحت عنوان هیولا شماره ۸ شناخته می‌شود، یک مجموعه مانگای ژاپنی است که توسط نائویا ماتسوموتو نوشته و مصورسازی شده است. این مجموعه از ژوئیه ۲۰۲۰ به‌صورت رایگان از طریق وبگاه و نرم‌افزار شونن جامپ+ توسط انتشارات شوئیشا در دسترس است، و تا ژوئیه ۲۰۲۴ فصل‌های آن در سیزده جلد تانکوبون جمع‌آوری شده‌اند. داستان مجموعه دربارهٔ کافکا هیبینو است، مردی که پس از خوردن یک کایجو، توانایی تبدیل شدن به یکی از آن‌ها را به‌دست می‌آورد و باید با استفاده از قدرت خود عضو سازمان از بین بردن کایجوها شود تا به قولی که به یکی از دوست دوران کودکی‌اش داده بود عمل کند.
بر پایه نسخه مانگا یک مجموعه تلویزیونی انیمه نیز توسط استودیوی پروداکشن آی. جی دستمایه اقتباس قرار گرفت، که از آوریل تا ژوئن ۲۰۲۴ در شبکهٔ تی‌وی توکیو پخش شد. مجموعه برای داشتن طرح اولیه، شخصیت‌ها و هنرش مورد تقدیر قرار گرفته است. همچنین مجموعه برای فصل دوم تمدید شد.